# Gehörlosentennis

Logo der Deaflympics

Gehörlosentennis fasst den Tennissport aller Menschen mit Beeinträchtigungen der Hörfähigkeit zusammen. Die Regeln beim Gehörlosentennis entsprechen den allgemeinen Tennisregeln der International Tennis Federation (ITF). Allerdings ist bei Wettkämpfen im Gehörlosensport das Tragen von Hörhilfen verboten. Es muss eine klare Kommunikation zwischen Spielern, Trainern und Offiziellen sichergestellt werden. Um sich für spezifische Wettbewerbe zu qualifizieren, müssen sie auf ihrem besseren Ohr einen Hörverlust von mindestens 55 dB haben. Ansonsten kommt das reguläre Material, also alters- und leistungsangemessene Bälle, Schläger und Felder zum Einsatz. Alle vier Jahre werden die ‚Deaflympics‘ (englisch deaf ‚taub‘) ausgetragen – das vom Internationalen Olympischen Komitee (IOC) anerkannte olympische Äquivalent für Sport von Gehörlosen. Sie finden jeweils ein Jahr nach den Olympischen Spielen statt.
Alle Gehörlosensportarten sind in Deutschland im Deutschen Gehörlosensportverband organisiert, der 1910 gegründet wurde.
Die Gehörlosen-Tennis Europameisterschaft fand Ende Juni 2024 in Villach statt. Aus ganz Europa trafen sich dort die besten 60 Spieler und Spielerinnen aus 17 Ländern. Der Österreichische Gehörlosen-Sportverband hat die Veranstaltung organisiert.
Seit Jahren veranstalten die Australian Open auch ein Einladungs-Turnier für die besten gehörlosen Tennisspieler der Welt. Jeweils 8 Damen und Herren spielen im legendären Melbourne-Park um den Sieg. Der Inder Prithvi Sekhar gewann das Einzel-Finale gegen den Franzosen Oliver Grave. Für Sekhar ist es der zweite Erfolg bei den Australian Open in Folge. Im Damen-Einzel gewann die Japanerin Rina Komokata im Finale gegen Heike Albrecht-Schröder, die bei der Europameisterschaft 2024 in Villach Gold gewonnen hat. Mario Kargl gewann mit dem Ungarn Gabor Mathe im Rahmen der Australian Open den Doppel-Bewerb. Das deutsche Doppelteam Urs Breitenberger und Cedric Kaufmann konnten sich den Doppeltitel bei den Gehörlosen-Weltmeisterschaften 2023 auf Kreta sichern.

## Weltranglistenpunkte
Die Tennis Rankings des International Committee of Sport for the Deaf (ICSD) sind eine weltweit gültige Rangliste für Damen und Herren in Einzel- und Doppelwettbewerben im Gehörlosentennis. Die Ergebnisse dienen dazu, die höchsten Rankingpunkte des Spielers in den letzten vier Kalenderjahren wiederzugeben. Die Rankingauswertung bestimmt die Aufnahme des Spielers in die Auslosung und in die Setzliste für das betreffende Turnier. Der Spieler muss innerhalb von vier (4) Jahren an mindestens einem gültigen Turnier teilnehmen, damit er/sie in die Rankingwertung aufgenommen werden kann.
| Turnier                                               | Sieger | Finale | Halbfinale 3. Platz | Halbfinale 4. Platz | Viertelfinale | Achtelfinale | Runde der 32 | Runde der 64 |
| Deaflympics 64er Teilnehmerfeld                       | 200    | 150    | 100                 | 80                  | 60            | 40           | 20           | 10           |
| Deaflympics 32er Teilnehmerfeld                       | 150    | 100    | 80                  | 60                  | 40            | 20           | 10           |              |
| Deaflympics 16er Teilnehmerfeld                       | 100    | 80     | 60                  | 40                  | 20            | 10           |              |              |
| ICSD Open Tennis Championships 64er Teilnehmerfeld    | 100    | 80     | 60                  | 40                  | 20            | 10           | 7            | 5            |
| ICSD Open Tennis Championships 32er Teilnehmerfeld    | 80     | 60     | 40                  | 20                  | 10            | 7            | 5            |              |
| ICSD Open Tennis Championships 16er Teilnehmerfeld    | 60     | 40     | 20                  | 10                  | 7             | 5            |              |              |
| ICSD Open Tennis Championships 8er Teilnehmerfeld     | 40     | 20     | 10                  | 7                   | 5             |              |              |              |
| Regionale Gehörlosenmeisterschaft 64er Teilnehmerfeld | 70     | 45     | 25                  | 15                  | 10            | 7            | 5            | 2            |
| Regionale Gehörlosenmeisterschaft 32er Teilnehmerfeld | 45     | 25     | 15                  | 10                  | 7             | 5            | 2            |              |
| Regionale Gehörlosenmeisterschaft 16er Teilnehmerfeld | 25     | 15     | 10                  | 7                   | 5             | 2            |              |              |
| Regionale Gehörlosenmeisterschaft 8er Teilnehmerfeld  | 15     | 10     | 7                   | 5                   | 2             |              |              |              |
| Nationale Gehörlosenmeisterschaft 64er Teilnehmerfeld | 30     | 20     | 15                  | 10                  | 7             | 5            | 2            | 1            |
| Nationale Gehörlosenmeisterschaft 32er Teilnehmerfeld | 20     | 15     | 10                  | 7                   | 5             | 2            | 1            |              |
| Nationale Gehörlosenmeisterschaft 16er Teilnehmerfeld | 15     | 10     | 7                   | 5                   | 2             | 1            |              |              |
| Nationale Gehörlosenmeisterschaft 8er Teilnehmerfeld  | 10     | 7      | 5                   | 2                   | 1             |              |              |              |

## Kommende Turniere (Auswahl)
- 24. April 2025: Polish Deaf Tennis Open 2025, Warschau, Polen
- 08. Mai 2025: Slovenia Deaf Tennis Open 2025, Murska Sobota, Slowenien

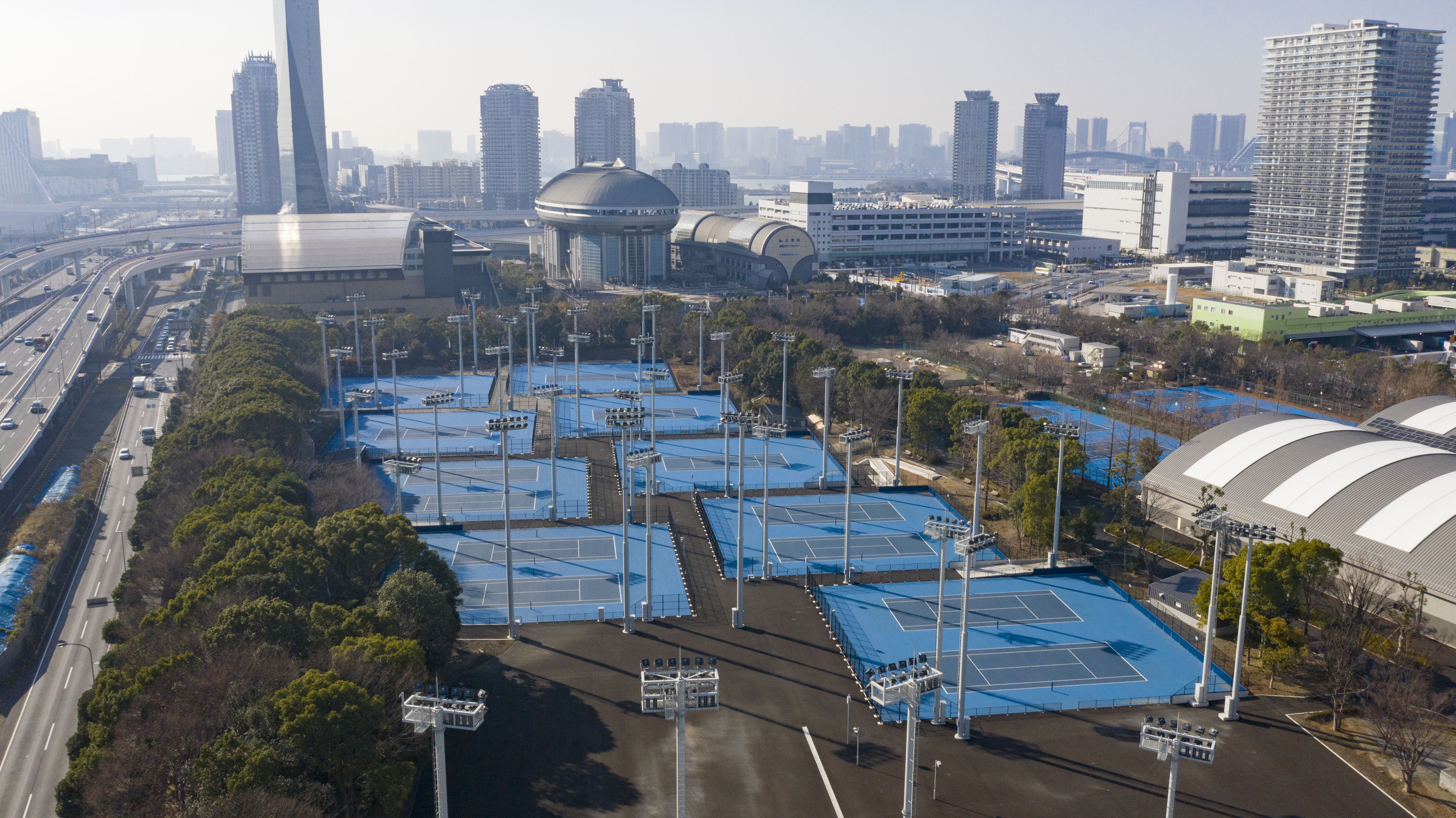
Ariake Tennis Park

- 15. bis 26. November 2025: Sommer-Deaflympics, Tokio. Die Tenniswettbewerbe, als Teil von insgesamt 21 Disziplinen, werden im Ariake Tennis Park stattfinden.[6]